# Tae Kwon Deo
Tae Kwon Deo, född 17 mars 2015 på Deo Volente Farms i Flemington i New Jersey, är en amerikansk varmblodig travhäst. Han tränades och kördes av Adrian Kolgjini mellan 2018 och 2022. Han tränades i början av tävlingskarriären av Lutfi Kolgjini, och under en tid i USA av Jimmy Takter.
Tae Kwon Deo tävlade mellan september 2017 och mars 2022. Han sprang in totalt 3 024 116 kronor på 30 starter, varav 9 segrar, 4 andraplatser och 3 tredjeplatser. Han tog karriärens största seger i Sprintermästaren (2019).

## Karriär
Tae Kwon Deo köptes 2016 på hästauktionen Lexington Selected Yearling Sale i Lexington i Kentucky av Lutfi Kolgjini. Han köptes för 240 000 dollar och Koljini tog över honom till Sverige, där han satte honom i träning.

### Säsongen 2017
Tae Kwon Deo gjorde debut i lopp den 6 september 2017 på Åbytravet, där han startade i ett tvååringslopp. I loppet var han favoritspelad, men diskvalificerades för galopp. Sin första seger tog Tae Kwon Deo den 25 september 2017 på Mantorptravet, i ett tvååringslopp. Segern var värd 20 000 kronor och segertiden blev 1.16,3 över 1 640 meter. Under året gjorde han totalt fem starter och segrade i tre av dessa. Bland annat vann han Breeders' Crown helt överlägset på nytt svenskt rekord för utlandsfödda hingstar/valacker.

### Säsongen 2018
Inför treåringssäsongen flögs Tae Kwon Deo över till USA, och till Jimmy Takters träning. Det stora målet var att vinna Hambletonian Stakes, som är världens största treåringslopp för amerikanskfödda travhästar. Satsningen mot storloppet blåstes senare av, och det meddelades att hästen siktades mot treåringsloppet Kentucky Futurity istället, men inte heller där blev det någon start. Under tiden i USA 2018 tog han endast en seger på sju starter, och återvände till Sverige och Adrian Kolgjinis träning. Han skulle gjort årets sista start den 28 oktober 2018 i Breeders' Crown semifinal för 3-åriga hingstar och valacker, men ströks innan loppet.

### Säsongen 2019
Första starten som fyraåring gjorde Tae Kwon Deo den 29 mars 2019 på Kalmartravet, i ett lopp som han blev tvåa i. Den 4 juli 2019 tog han karriärens hittills största seger, då han segrade i Sprintermästaren på Halmstadtravet. I finalen av loppet rycktes skorna för första gången på alla fyra hovar, och segertiden blev 1.10,9 över 1 609 meter. Segern var värd 1,2 miljoner kronor, och var även Tae Kwon Deos första seger i ett grupplopp. Han tog ytterligare en stor seger den 10 augusti 2019 då han vann Ragnar Thorngrens Minne på nytt löpningsrekord. Sista segern för året tog han den 27 oktober 2019 i semifinalen till Breeders' Crown på Solvalla.

### Säsongen 2020
Sin första start som femåring gjorde Tae Kwon Deo på hemmabanan Jägersro den 4 april 2020, då han startade i L.C. Peterson-Broddas Minneslöpning. I loppet slutade han på tredje plats bakom Cyber Lane och Velvet Gio. Nästa start blev den 2 maj 2020 på Örebrotravet, där han startade i Håkan "Lillis" Olssons lopp, ett försök i Gulddivisionen. I loppet slog han banrekordet på Örebrotravet, då han segrade på tiden 1.09,8 över 1 609 meter. Efter loppet blev han inbjuden av Solvallas sportchef Anders Malmrot till 2020 års upplaga av Elitloppet. Tränare Kolgjini tackade direkt ja till att medverka. I sitt kvalheat i Elitloppet galopperade han direkt efter starten, och diskvalificerades därmed. Nästa start efter Elitloppet blev i Kalmarsundspokalen den 21 juni 2020. Trots sitt svåra utgångsläge från spår 12 över kort distans, segrade han på tiden 1.09,6 över 1 640 meter, vilket var loppets snabbaste segertid någonsin.
Tae Kwon Deo startade den 28 juli 2020 i Hugo Åbergs Memorial på hemmabanan Jägersro, där han slutade trea bakom Double Exposure och Cokstile. Nästa start var tänkt att bli i Jubileumspokalen den 10 augusti 2020 på Solvalla, men Tae Kwon Deo var tvungen att strykas på grund av hälta.

### Säsongen 2021
Säsongen 2021 kantades av skadeproblem, och Tae Kwon Deo årsdebuterade den 30 april 2021 i Mack Lobells lopp på Kalmartravet. I loppet slutade han på femte plats bakom segrande Gareth Boko. Han anmäldes senare till Majpokalen på hemmabanan Jägersro och till Årjängs Stora Sprinterlopp på Årjängstravet, men ströks från båda loppen på grund av hosta samt dålig form.

### Säsongen 2022
I sin första start som sjuåring, den 22 mars 2022 på Jägersro i Marspokalen, slutade Tae Kwon Deo på andra plats bakom segrande Night Brodde. Efter loppet visade sig dock att han återigen blivit skadad och Adrian Kolgjini meddelade att tävlingskarriären är över för Tae Kwon Deo.

## Statistik

### Löpningsrekord
| Datum           | Bana        | Lopp                    | Tid             | Distans | Startmetod           | Kusk            |
| --------------- | ----------- | ----------------------- | --------------- | ------- | -------------------- | --------------- |
| 4 augusti 2018  | Meadowlands | Dennis Drazin           | 1:52.0 (1.09,6) | 1609 m  | amerikansk autostart | Johnny Takter   |
| 21 juni 2020    | Kalmar      | Kalmarsundspokalen      | 1.09,6          | 1640 m  | autostart            | Adrian Kolgjini |
| 10 augusti 2019 | Åby         | Ragnar Thorngrens Minne | 1.11,8          | 2140 m  | autostart            | Adrian Kolgjini |

### Större segrar
| År   | Lopp                     | Kusk            | Vinstbelopp   |
| ---- | ------------------------ | --------------- | ------------- |
| 2017 | Breeders' Crown, 2-åriga | Lutfi Kolgjini  | 175 000 SEK   |
| 2019 | Sprintermästaren         | Adrian Kolgjini | 1 200 000 SEK |
| 2019 | Ragnar Thorngrens Minne  | Adrian Kolgjini | 250 000 SEK   |
| 2020 | Kalmarsundspokalen       | Adrian Kolgjini | 150 000 SEK   |

### Starter
| Ingen skoinformation | Ingen skoinformation |

| Skor fram | Skor bak |

| Skor fram | Skor bak |

| Skor fram | Skor bak |

| Skor fram | Skor bak |

| Skor fram | Skor bak |

| Ingen skoinformation | Ingen skoinformation |

| Ingen skoinformation | Ingen skoinformation |

| Ingen skoinformation | Ingen skoinformation |

| Ingen skoinformation | Ingen skoinformation |

| Ingen skoinformation | Ingen skoinformation |

| Ingen skoinformation | Ingen skoinformation |

| Ingen skoinformation | Ingen skoinformation |

| Ingen skoinformation | Ingen skoinformation |

| Ingen skoinformation | Ingen skoinformation |

| Ingen skoinformation | Ingen skoinformation |

| Skor fram | Skor bak |

| Skor fram | Skor bak |

| Skor fram | Skor bak |

| Skor fram | Skor bak |

| Inga skor fram, ändrat sedan förra start | Inga skor bak, ändrat sedan förra start |

| Inga skor fram | Inga skor bak |

| Skor fram, ändrat sedan förra start | Skor bak, ändrat sedan förra start |

| Skor fram | Skor bak |

| Inga skor fram, ändrat sedan förra start | Inga skor bak, ändrat sedan förra start |

| Inga skor fram | Inga skor bak |

| Inga skor fram | Inga skor bak |

| Skor fram, ändrat sedan förra start | Skor bak, ändrat sedan förra start |

| Inga skor fram, ändrat sedan förra start | Inga skor bak, ändrat sedan förra start |

| Inga skor fram | Inga skor bak |

| Inga skor fram | Inga skor bak |

| Inga skor fram | Inga skor bak |

| Ingen skoinformation | Ingen skoinformation |

| Skor fram, ändrat sedan förra start | Skor bak, ändrat sedan förra start |

| Ingen skoinformation | Ingen skoinformation |

| Ingen skoinformation | Ingen skoinformation |

| Skor fram | Skor bak |